# Relations entre la France et le Royaume-Uni
 (avril 2016).
Si vous disposez d'ouvrages ou d'articles de référence ou si vous connaissez des sites web de qualité traitant du thème abordé ici, merci de compléter l'article en donnant les références utiles à sa vérifiabilité et en les liant à la section « Notes et références ».
Les relations entre la France et le Royaume-Uni, qui forment les relations internationales bilatérales entre la République française et le Royaume-Uni de Grande-Bretagne et d'Irlande du Nord, constitueraient actuellement, selon l'ex-Premier ministre britannique Gordon Brown, une « Entente formidable », nouvelle étape de l'Entente cordiale formée depuis plusieurs décennies entre ces deux puissances européennes, toutes deux membres de l'Union européenne jusqu'en 2019, et qui siègent toutes deux au Conseil de sécurité de l'Organisation des Nations unies en tant que membres permanents. Au cours de l'histoire, les relations entre les deux nations ont au contraire été souvent belliqueuses et ont, de ce fait, profondément marqué l'histoire de l'Europe et du monde. Les liens économiques et culturels entre les deux États ont toujours été abondants.
Lors de la formation du Royaume-Uni de Grande-Bretagne en 1707, la France avait déjà une rivalité de longue date avec le royaume d'Angleterre, bien que les relations pré-modernes entre la France et le royaume d'Écosse aient été beaucoup plus cordiales. La rivalité coloniale entre la France et le Royaume-Uni s'est poursuivie tout au long des XVIIIe et XIXe siècles : la France a perdu nombre de ses colonies nord-américaines au profit de l'Empire britannique lors de la guerre de Sept Ans, après quoi les Français ont soutenu la révolution américaine en Amérique du Nord britannique. Les rois français du XVIIIe siècle ont soutenu la cause jacobite pour un changement de régime pro-catholique dans les îles Britanniques dominées par les réformateurs. Pendant la Révolution française, le Royaume-Uni est devenu un belligérant majeur dans les guerres de la Révolution française, qui se sont terminées par la défaite des ambitions françaises par les Britanniques et l'exil de Napoléon Ier dans une colonie britannique.
Le Royaume-Uni et la France ont coopéré dans la guerre de Crimée contre l'Empire russe. Les deux pays étaient de plus en plus alignés contre la montée de l'Empire allemand. L'Entente cordiale a été conclue en 1904 et, par conséquent, les deux nations ont combattu ensemble tout au long de la Première Guerre mondiale. Pendant l'entre-deux-guerres, les deux États ont joué un rôle déterminant dans la création de la Société des Nations.
Pendant la Seconde Guerre mondiale, la France et le Royaume-Uni sont tous deux entrés en guerre contre l'Allemagne aux côtés de la Pologne. Comme lors de la Première Guerre mondiale, Britanniques et Français ont combattu ensemble pour défendre la France contre les attaques allemandes. Après la capitulation de la France, le Royaume-Uni a mis en place les Forces françaises libres avec Charles de Gaulle pour poursuivre l'effort français contre l'Allemagne nazie, mais, refusant de reconnaître le régime de Vichy, a envahi une grande partie de l'Empire colonial français pendant la guerre. Après la guerre, la France et le Royaume-Uni sont devenus membres permanents du nouveau Conseil de sécurité des Nations unies.
Se méfiant de la « relation spéciale » d'après-guerre entre les États-Unis et le Royaume-Uni, les gouvernements de Charles de Gaulle retirent la France du commandement intégré de l'Organisation du traité de l'Atlantique nord et ont bloqué les premières tentatives d'inclure le Royaume-Uni dans les organisations antérieures à l'Union européenne (UE). Après la mort de de Gaulle, la France et le Royaume-Uni, avec la République fédérale d'Allemagne, ont dirigé l'UE tout au long de l'adhésion britannique au bloc. Bien qu'au début du XXIe siècle, le Brexit ait entraîné certains désaccords, la France et le Royaume-Uni entretiennent des relations étroites et des alliances militaires solides et de longue date.

## Histoire

### XVIIIesiècle: relations entre la Grande-Bretagne et le royaume de France

#### Guerre de Succession d'Espagne

Louis XIV (1638-1715), roi de France et de Navarre (1643-1715).

Effrayées à l'idée d'une invasion, l'Angleterre et l'Écosse entérinent l'acte d'Union entre les royaumes, en 1707. Alors que le nouveau royaume de Grande-Bretagne devient parlementaire, la France continue sa marche vers l'absolutisme. La Grande-Bretagne affronte la France durant la guerre de Succession d'Espagne, entre 1702 et 1713 et refuse toute union politique entre la France et l'Espagne ce qui en ferait une puissance continentale et mondiale titanesque. Elle obtient le renoncement du dauphin Philippe, désormais Philippe V d'Espagne, à la couronne de France.
La Grande-Bretagne se pose en défenseur de « l'équilibre des puissances » en Europe : aucun pays ne doit devenir hégémonique sur le continent, sous peine de voir la Grande-Bretagne marginalisée ou menacée. Cette doctrine se retrouve dans la géopolitique britannique depuis, notamment sur les questions contemporaines de l'Union européenne. Ainsi, la Grande-Bretagne se lance dans la guerre de Succession d'Autriche (1740-1748), s'opposant au roi de France Louis XV. Si le Royaume-Uni possède l'une des plus puissantes marines de guerre du monde, elle ne détient qu'une minuscule armée de terre, ce qui la pousse à nouer des alliances sur le continent pour entraver la montée en puissance d'un pays ou d'un autre. La France, à l'inverse, s'avère incapable de régner en maître sur les mers, mais sa puissance terrestre demeure incontestable, ce qui la rend d'autant plus redoutable pour les puissances européennes continentales. Les guerres entre la France et le Royaume-Uni sont toutefois, à cette période, des guerres pour le contrôle de l'Europe et/ou du monde. Si la France possède une influence européenne majeure, le Royaume-Uni est indétrônable quant aux questions maritimes, commerciales et coloniales.

#### Guerre de Sept-Ans (1756-1763)
La guerre de Sept-Ans est souvent appelée « première guerre mondiale » du fait de combats en Europe, en Asie et en Amérique du Nord. Elle oppose la Prusse, puissance montante du XVIIIe siècle, et alliée à la Grande-Bretagne, à une coalition menée par la France et composée de l'Autriche, de la Russie, de la Saxe, de la Pologne et de la Suède. Si la guerre se déroule surtout en Allemagne et en Bohême, France et Royaume-Uni s'affrontent pour le contrôle des colonies américaines. La victoire britannique, en 1763, qui se solde par l'acquisition de larges territoires en Amérique du Nord, en Inde et dans les Caraïbes est perçue comme la victoire d'un monde anglo-saxon où les Anglais en seraient les maîtres. L'humiliation est totale en France et va avoir de graves conséquences pour la suite des relations entre les deux pays.

#### Guerre d'indépendance américaine (1774-1783)

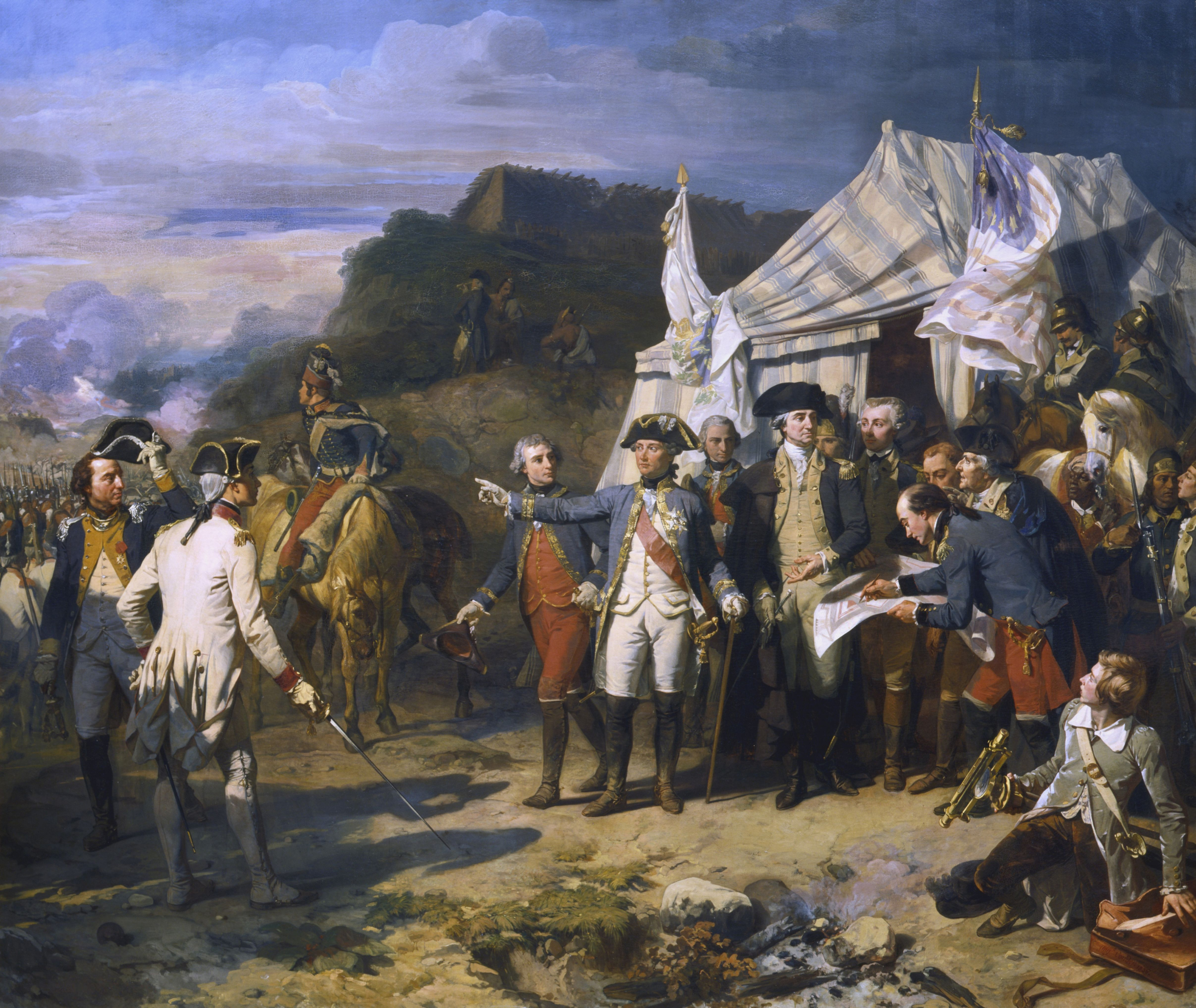
La défaite britannique de Yorktown (1781), n'a été possible que grâce à l'action combinée des Français et des Américains.

Les taxes britanniques sur le commerce américain conduisent à la révolte des colons d'Amérique du Nord, en particulier des Treize Colonies. La mise en difficulté du Royaume-Uni conduit les Français à en tirer bénéfice et à venger la défaite de 1763. Le roi de France Louis XVI, convaincu du bien-fondé de cette guerre pour la France, se lance aux côtés des insurgés américains. La défaite britannique de Saratoga montre tout le potentiel de la jeune nation en devenir que sont les « États-Unis d'Amérique ». Une alliance militaire est signée entre la France et les États-Unis. En 1779, les Français parviennent même à convaincre l'Espagne d'entrer dans la guerre. L'action combinée des forces françaises et américaines conduit à la victoire décisive de Yorktown, en 1781.
En 1783, le traité de paix est signé à Paris, donnant à la France le contrôle des rives du Mississippi, à l'Espagne la Floride et aux États-Unis la reconnaissance officielle. Mais les finances de la France sont anéanties par l'aventure américaine. Même si la France et l'Espagne parviennent à devenir, pour un temps, les puissances maritimes majeures, le royaume de France s'engouffre dans le cercle vicieux de la dette publique.

### LongXIXesiècle

#### Révolution française: le Royaume-Uni et la Première République (1789-1804)

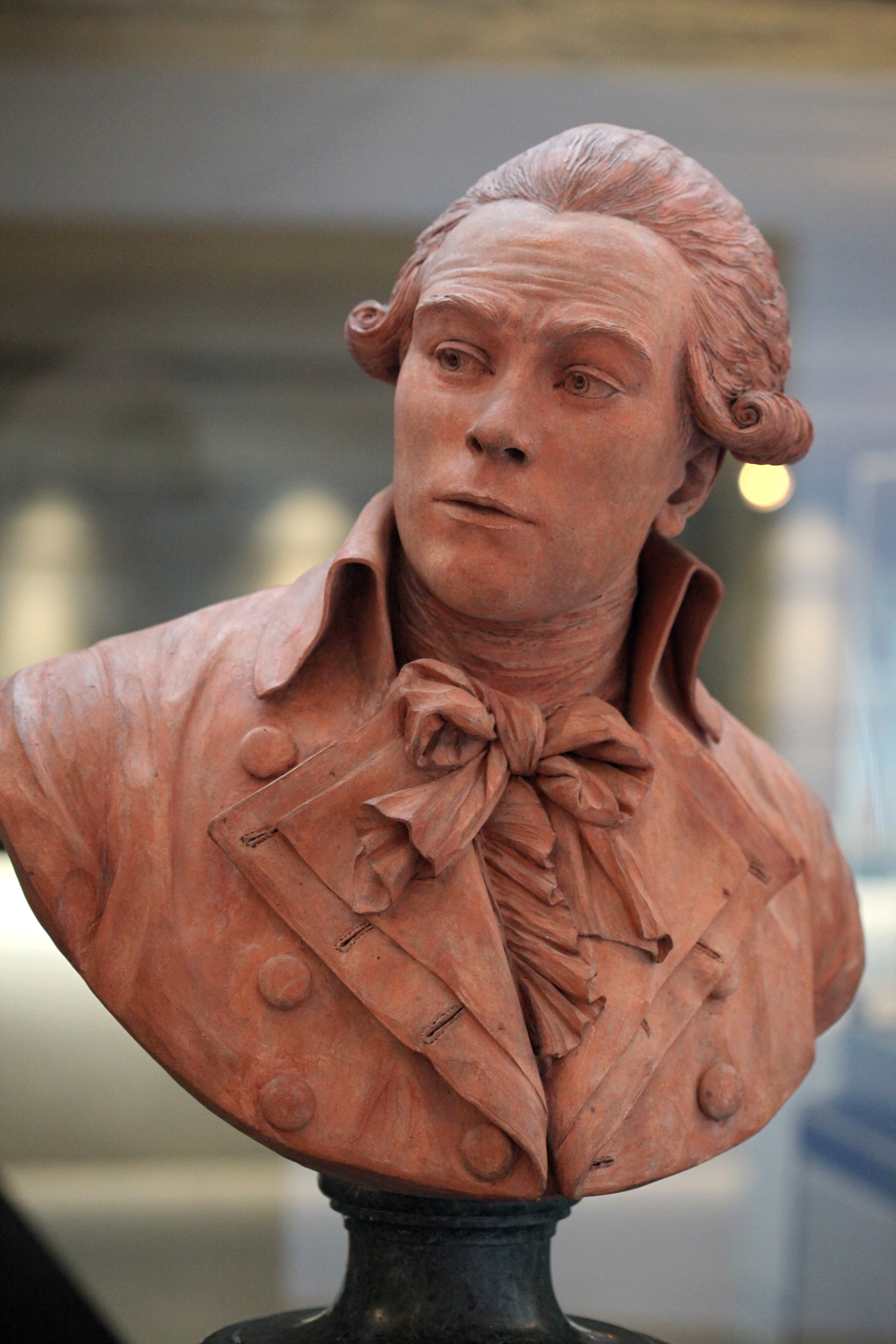
Maximilien de Robespierre (1758-1794) était une figure détestée au Royaume-Uni en raison de son rôle dans la Terreur (1793-1794),
(musée de la Révolution française).

Au cours de la Révolution française, les idées antimonarchistes suscitaient la panique au sein des cours européennes. Alors que la France connaissait de nombreuses tensions, le Royaume-Uni profitait de la faiblesse temporaire de son voisin pour entretenir les tensions et développer une guerre civile française qu'elle aurait appuyée par une nouvelle force de guerre navale. La Révolution était initialement populaire au sein des Britanniques : elle affaiblissait la France et prenait pour base les idéaux libéraux britanniques. Tout changea à l'arrivée des Jacobins au pouvoir et le début du règne de la Terreur.
La France était accusée de vouloir répandre les idées révolutionnaires et républicaines à travers l'Europe, Royaume-Uni compris. Si les Britanniques sont initialement restés en dehors de la guerre, le nationalisme expansionniste français va rapidement les motiver à former des alliances. 

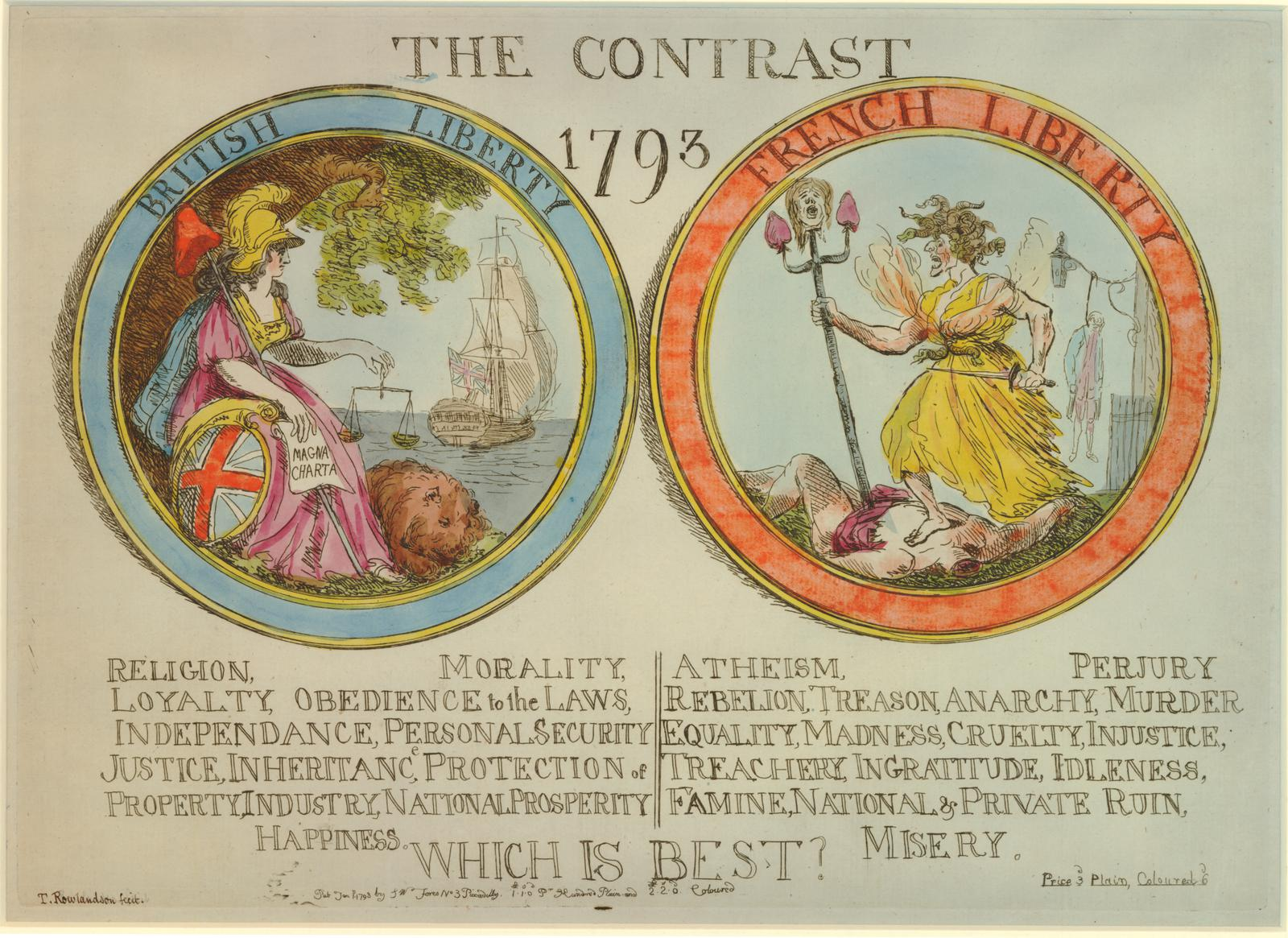
Caricature britannique anti-républicaine de la révolution française, 1793

Après l'exécution de Louis XVI, en 1793, le Royaume-Uni déclare la guerre à la France. Mis à part une pause brève entre 1802 et 1803, la guerre s'étend sur presque 21 ans. Durant cette période, les Britanniques vont mener sept coalitions contre les Français, formées de nations européennes opposées à la Révolution. Mais la capacité de la France à lever de gigantesques armées et des États satellites à l'image de la République batave, va contrarier les prétentions britanniques.
En 1798, les forces françaises vont se lancer à l'invasion de l'Irlande, aidant les Irlandais unis entrés en rébellion contre le gouvernement de Londres. Cependant, les loyalistes irlandais et les Britanniques vont venir à bout de cette tentative. La peur de nouvelles tentatives d'invasion des îles britanniques conduit le pays à déclarer un nouvel acte d'union, cette fois-ci entre le Royaume-Uni de Grande-Bretagne et le royaume d'Irlande.
La politique britannique était de financer et d'aider diplomatiquement ses alliés, engagés sur le continent contre les Français. Mais la conscription française permit d'annuler l'effet de ces aides. Après l'exécution du roi, de nombreux officiers quittèrent la France pour un exil, laissant la place à une génération bien plus jeune et populaire à l'image du général Napoléon Bonaparte. Le Royaume-Uni se repose alors exclusivement sur sa marine de guerre, la Royal Navy, qui parvient à défaire son homologue française lors de la bataille d'Aboukir, en 1798, piégeant le corps expéditionnaire de Bonaparte en Égypte. En 1799 cependant, Napoléon parvient à rentrer en France et à prendre le pouvoir, créant le Consulat. Face à la Seconde coalition, Napoléon l'emporte lors de la bataille de Marengo (1800). Le traité d'Amiens de 1802, largement favorable à la France, est signé avec le Royaume-Uni, instaurant une paix précaire. Mais le Royaume-Uni repart en guerre à la suite de l'hégémonie française sur le continent et des velléités guerrières de Napoléon à l'égard du pays. En 1803, à la suite de la réorganisation de la Suisse en république sœur de la France, le Royaume-Uni déclare la guerre.

#### Guerres napoléoniennes: le Royaume-Uni et le Premier Empire (1804-1815)

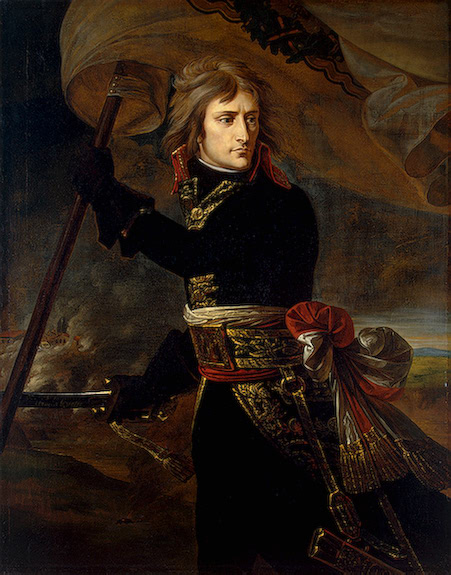
Napoléon Bonaparte (1769-1821).

En 1804, Napoléon est sacré « empereur des Français » à la cathédrale Notre-Dame de Paris. Alors qu'il prépare l'invasion de l'Angleterre, l'Autriche et la Russie sont liguées contre lui sous l'égide du Royaume-Uni. Faisant volte-face, de Boulogne-sur-Mer à Austerlitz, Napoléon anéantit la troisième coalition, le 2 décembre 1805. Il doit cependant renoncer à l'Angleterre, la flotte franco-espagnole ayant été défaite à Trafalgar peu avant. Napoléon est une nouvelle fois l'objet de déclarations de guerre : en 1806, la Prusse et la Russie s'engagent dans un nouveau conflit. L'Empereur fait voler en éclats l'Empire romain germanique millénaire et le réorganise en Confédération du Rhin, un État satellite. Il entre à Berlin avant d'obtenir la paix contre les Russes, en 1807. Entre 1808 et 1812, l'Europe est française. Les Britanniques le refusent et financent la guérilla espagnole et portugaise contre la France. 

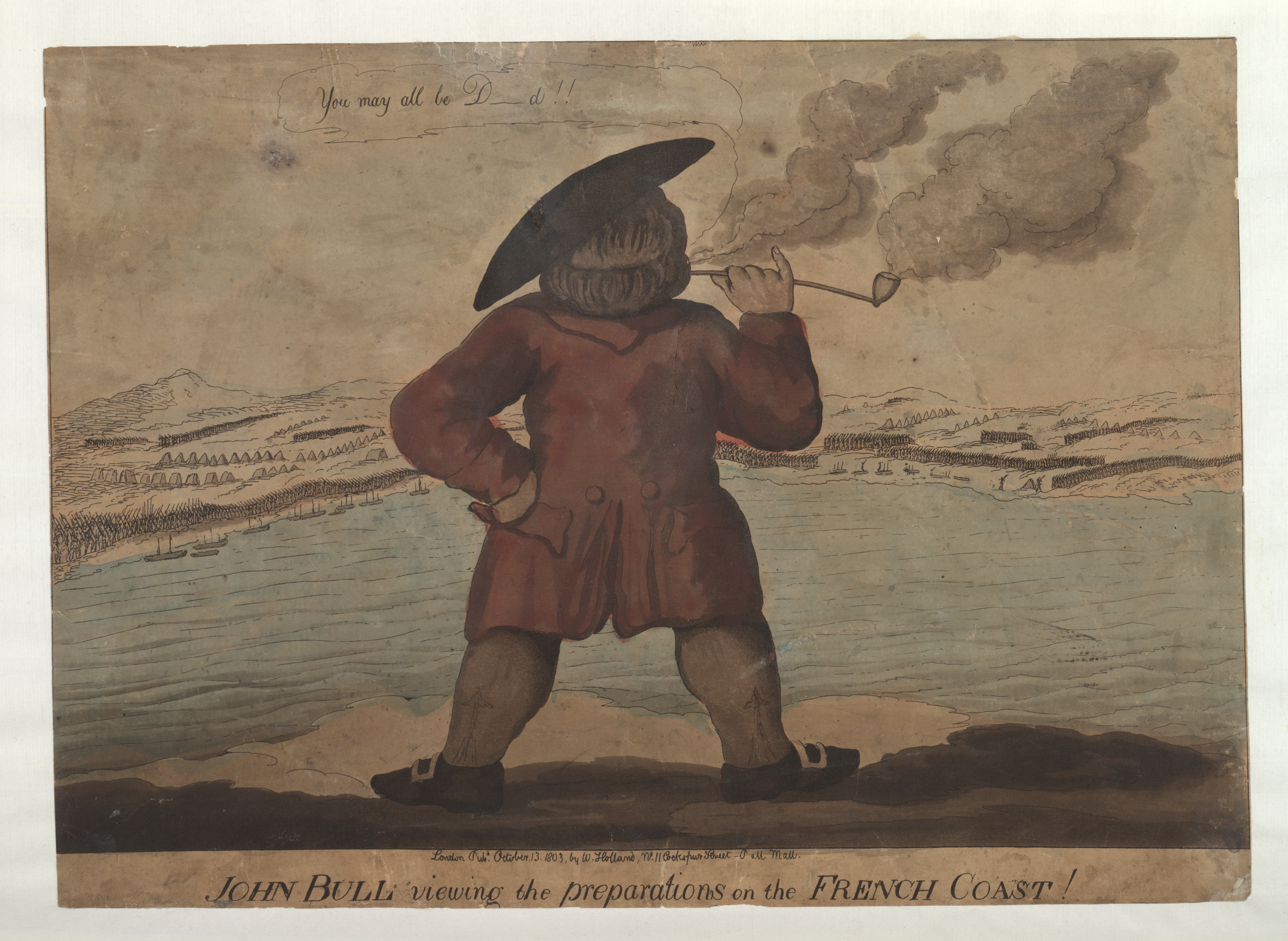
Caricature de John Bull regardant les préparatifs français pour l'invasion de la Grande-Bretagne et disant You may all be d[amne]d (vous pouvez tous être damnés).

C'est finalement Napoléon lui-même qui va mettre un terme à cette situation en lançant l'invasion de la Russie, en 1812. Depuis la paix signée entre les deux pays, un blocus continental destiné à frapper le commerce anglais avait été mis en place par la France et ses pays alliés comme satellites. La Russie ne respectant pas ce blocus, comme tous les pays indépendants d'Europe, est attaquée par une Grande Armée forte de 600 000 hommes. Même si Moscou est prise, la Russie profite de l'hiver et de la politique de la Terre Brûlée pour anéantir son adversaire.
En 1813, la France est au bord de la défaite : l'Espagne est devenu un bourbier sans nom quand les troupes russes, prussiennes et autrichiennes sont aux portes de l'Empire. Un an plus tard, la France est envahie et vaincue. Napoléon est envoyé en exil sur l'île d'Elbe. Malgré une évasion et un retour en grâce sur le sol français, l'Empereur est vaincu à Waterloo, en 1815. Le Royaume-Uni remet les rois Bourbons en place et envoie Napoléon sur l'île de Sainte-Hélène pour y mourir. Si la fin des guerres napoléoniennes marque la paix entre la France et le Royaume-Uni, la rivalité est toujours aussi forte entre les deux nations.

#### Guerre, paix et alliance: de Waterloo à l'Entente cordiale (1815-1914)
La défaite de Napoléon et de la France marque l'avènement d'une hyperpuissance mondiale : le Royaume-Uni. Le pays est la première puissance militaire, financière et culturelle du monde, en 1815. Un siècle de paix commence sous le nom de « Pax Britannica » (la paix britannique). Quant à la France, elle se remet de « l'Ordre de Vienne » (un ordre géopolitique mis en place à la suite du congrès de Vienne) et des saignées de la Révolution. Alors que le Royaume-Uni se lance à l'assaut de l'Asie et de l'Océanie, la France regarde l'Afrique proche avec convoitise.
C'est également à cette époque que les plaisanteries stéréotypées se développent au sein des deux pays, du moins, c'est alors qu'elles deviennent célèbres. Ainsi, le corsaire français Robert Surcouf se voit rétorquer par un officier britannique de la Royal Navy : « Vous, les Français, combattez pour l'argent, alors que nous, les Britanniques, combattons pour l'honneur ». Ce à quoi Surcouf répliqua : « Monsieur, un homme ne se bat que pour ce qui lui manque le plus ». D'après une autre histoire, un diplomate français aurait dit à Lord Palmerston : « Si je n'étais pas un Français, j'aurais souhaité être un Anglais ». Ce à quoi le Britannique répliqua : « Je n'étais pas un Anglais, j'aurais souhaité être un Anglais ». Enfin, après la désastreuse charge de cavalerie britannique au cours de la guerre de Crimée contre la Russie, le maréchal français Pierre Bosquet aurait dit : « C'est magnifique, mais ce n'est pas la guerre ». C'est également à ce moment que les Anglais reçurent comme sobriquet : « Rosbif », en référence aux préférences culinaires des Britanniques mais aussi de leur uniforme rouge sur le champ de bataille.

En 1848, la France redevient une république. L'accession au pouvoir du neveu de Napoléon, Louis-Napoléon Bonaparte, d'abord élu président de la République avant de devenir empereur des Français, en 1852, fait resurgir les pires craintes britanniques. Mais l'anglophilie de l'Empereur rassure Londres. Celui-ci préfère les conquêtes coloniales aux conquêtes européennes : c'est le cas de l'Indochine par exemple. 

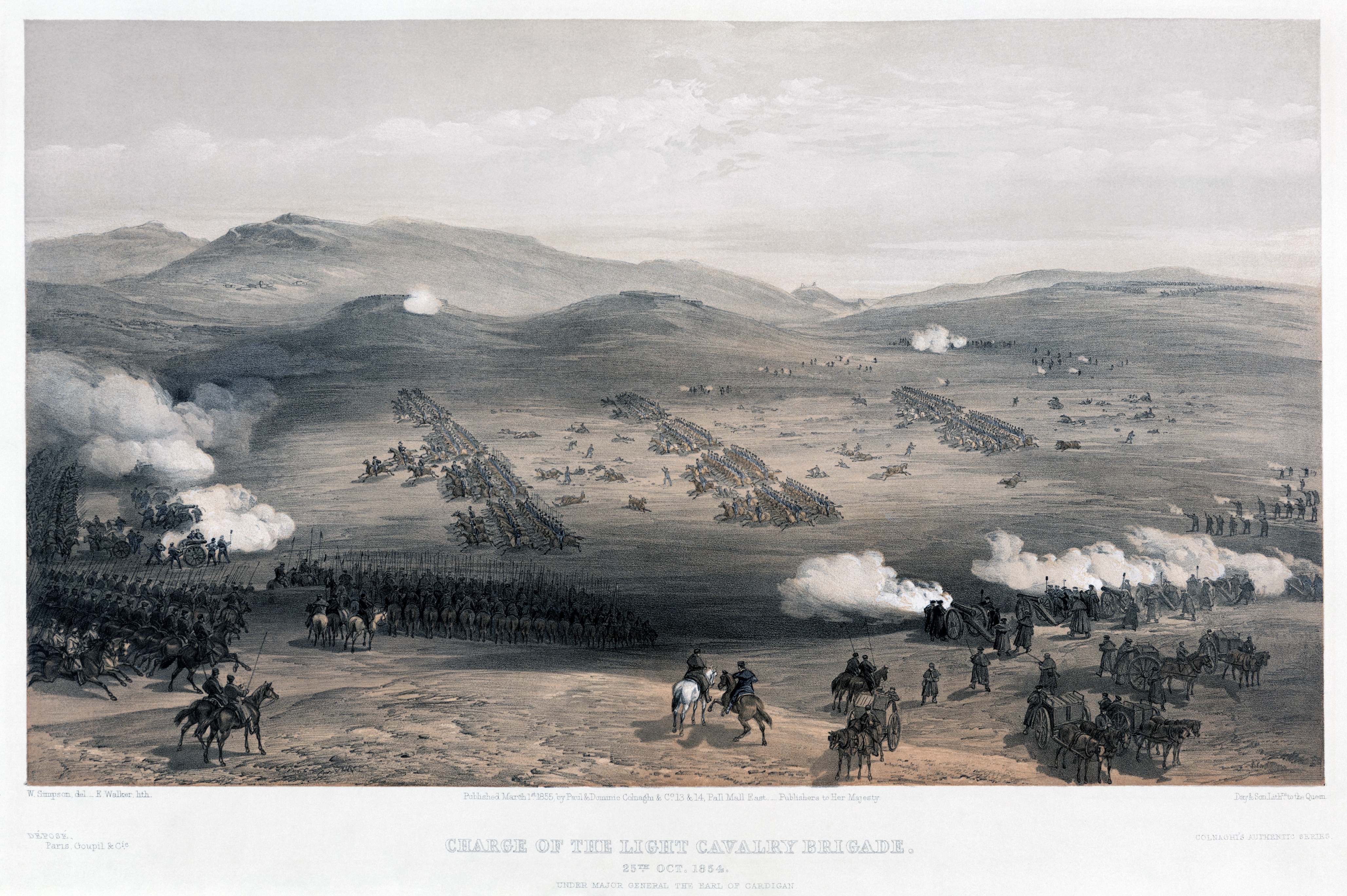
France et Royaume-Uni furent alliés lors de la Guerre de Crimée (1853-1856). Durant la charge de la cavalerie légère britannique qui fut un échec, les Français permirent aux Britanniques de s'échapper en vie.

Napoléon III et la reine Victoria du Royaume-Uni sont sans doute les artisans principaux de la réconciliation franco-britannique. Ainsi, entre 1853 et 1856, les deux nations sont alliées contre la Russie impériale au cours de la guerre de Crimée avec des résultats plutôt positifs. Les deux pays vont aussi coopérer lors de la Seconde guerre de l'opium contre la Chine impériale. Un traité de commerce très libéral est même signé entre les deux pays en 1860, ce dans le but, pour Napoléon III, de moderniser les entreprises nationales en les mettant en concurrence avec un Royaume-Uni entré de plain-pied dans la révolution industrielle.
Durant la Guerre de sécession, les deux monarchies restent en dehors du conflit mais supportent la Confédération sudiste, en raison des exportations de coton en provenance de celle-ci. Mais l'alliance de fortune entre France et Royaume-Uni est très fragile et se brise à deux reprises. En 1861-1867 d'abord, lors de l'intervention française au Mexique où les Français se retrouvent isolés. Et en 1870-1871, lorsque la France entre en guerre contre la Prusse et les États allemands alliés. Malgré cela, Napoléon III ira trouver l'exil en Angleterre pour y passer ses dernières années. 

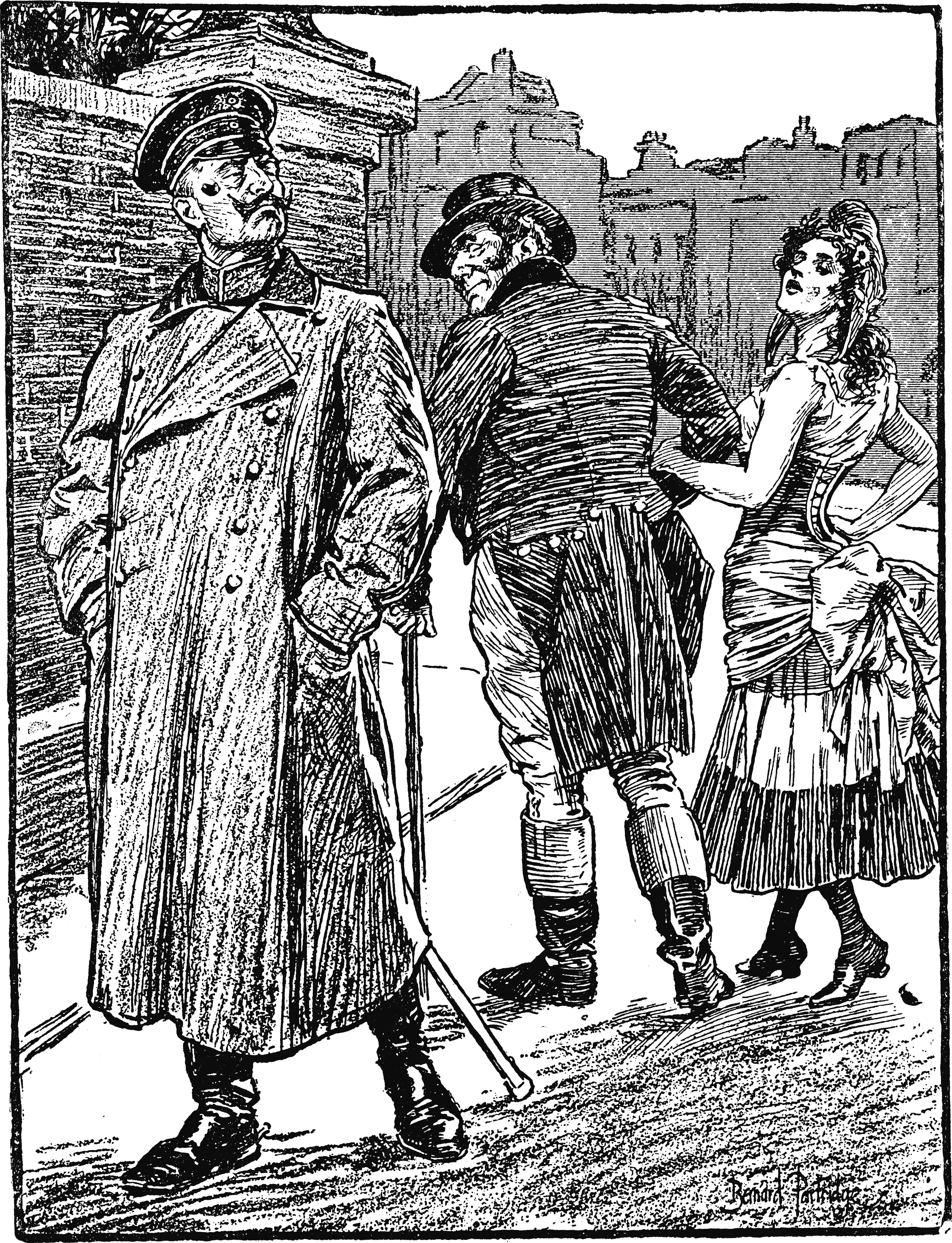
Dessin représentant l'Entente cordiale. Guillaume II (premier-plan à gauche) regarde passer John Bull aux bras de Madame La France (1905)

La fin du XIXe siècle est marqué par des tensions coloniales entre le Royaume-Uni et la République française, désireuse de se constituer un empire colonial puissant mais aussi de faire oublier la défaite de 1870-1871. Malgré de nombreuses tensions locales, les forces françaises et britanniques n'iront jamais jusqu'à la guerre ouverte.
Cette situation de paix entre les deux pays, rare puisque durant depuis presque un siècle, amène les Français à s'intéresser à la culture britannique et inversement. Les Britanniques découvrent la gastronomie et les vins français quand les Français découvrent les sports d'outre-Manche comme le rugby ou le football. Le français est enseigné comme seconde langue vivante au Royaume-Uni quand l'anglais l'est en France. Ce rapprochement est concomitant de la naissance de la puissance allemande en 1871 qui menace l'équilibre européen et l'intégrité du territoire français. Ainsi, des événements franco-britanniques sont mis en place comme la première traversée de la Manche en aéroplane par Louis Blériot, en 1909. Une Entente cordiale se met en place, qui se solde par une alliance militaire, en 1904.

### XXesiècle

#### Grande Guerre (1914-1918)
Entre 1914 et 1918, Français et Britanniques sont alliés contre les Puissances centrales après que la Belgique et une partie du nord de la France ont été envahies par l'armée allemande. La coopération entre les deux pays est très forte au cours de la guerre. Incapables de briser la puissance combinée des principales puissances alliées que sont la France, le Royaume-Uni, la Belgique, et plus tard les États-Unis, et frappés par des troubles intérieurs, les Allemands sont amenés à capituler en novembre 1918.

#### Entre-deux-guerres (1918-1939)

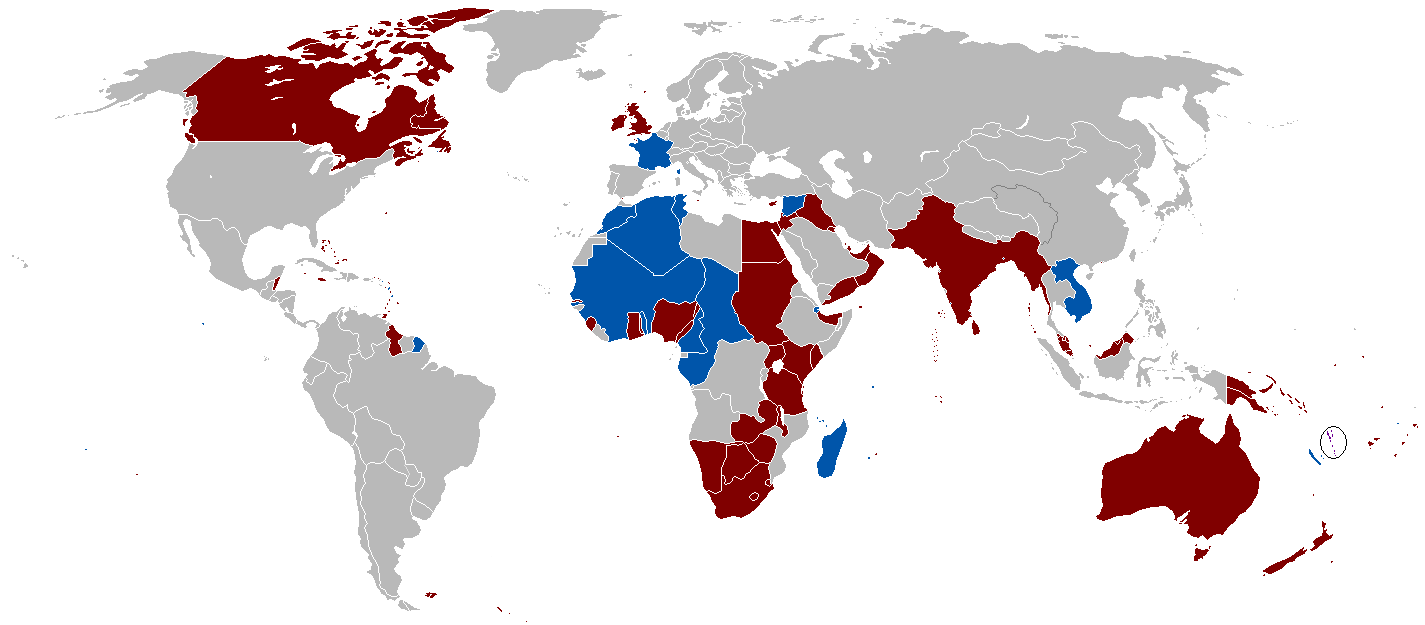
Les Empires français et britanniques en 1920.

Après la guerre, les Français et les Britanniques affichent une ligne commune au traité de Versailles. Les deux pays sont désireux d'affaiblir l'Allemagne, s'opposant à la position américaine bien plus modérée. La chute de l'Allemagne est aussi une occasion unique d'agrandir les empires coloniaux respectifs des deux nations, s'opposant là encore à la position américaine d'autodétermination. L'amitié franco-britannique se voit à la visite du président du Conseil Georges Clemenceau à Londres, accueilli par une population britannique en liesse. De même, le premier ministre David Lloyd George reçut un accueil similaire à Paris.
Les deux nations rejoignent la Société des Nations, se partagent le Moyen-Orient via des protectorats et des mandats, mais se distinguent peu à peu quant à leurs positionnements géopolitiques. La France se voit comme une puissance européenne quand le Royaume-Uni développe ses relations avec l'Australie, le Canada ou encore la Nouvelle-Zélande, rêvant d'un marché commun au niveau de leur empire colonial. Les deux nations entament également une rivalité économique : le président du Conseil et ministre des Finances Raymond Poincaré dévalue le franc pour le stabiliser et profite alors d'un avantage financier sur le Royaume-Uni durant les années 1920.
La tension entre les deux pays devait conduire certains milieux britanniques à développer la thèse  d'une 'French Menace', exploitée en particulier par la Royal Air Force pour obtenir des moyens renforcés dans un contexte de contrainte budgétaire. Dans ce contexte, la planification stratégique de la RAF s'est trouvée orientée dans la perspective, bien hypothétique, d'une guerre avec la France,.
Les années 1930 marquent un tournant dans la diplomatie européenne. L'arrivée au pouvoir d'Adolf Hitler conduit à une coopération diplomatique franco-britannique accrue pour limiter l’agressivité allemande. Mais les deux démocraties se montrent trop tendres face à l'Allemagne, particulièrement le Royaume-Uni, qui ne semble pas percevoir le danger que représente le Troisième Reich et privilégie une politique de conciliation, en espérant qu'Hitler ne franchira pas la « ligne rouge ». La France pousse alors le Royaume-Uni à une politique bien plus dure vis-à-vis d'Hitler, mais sans succès. Cette position britannique conduit au traité naval germano-britannique de 1935, qui autorise l'Allemagne à renforcer sa marine de guerre, en violation du traité de Versailles et sans concertation des Alliés, affaiblissant la cohésion du front de Stresa.
Durant les années qui précèdent la Seconde Guerre mondiale, la France et le Royaume-Uni se montrent incapables de résoudre la crise diplomatique qui voit la montée en puissance de l'Allemagne et de son alliée, l'Italie de Benito Mussolini, dans un contexte où l'opinion publique franco-britannique rejette toute idée de conflit, profondément marquée par la Grande Guerre, et dans lequel Hitler viole les traités internationaux (annexion de territoires, renforcement de son armée) et montre ses intentions belliqueuses.
En 1938, Français et Britanniques pensent avoir enfin réussi à sauvegarder la paix, en cédant une nouvelle fois face aux revendications d'Hitler lors de la conférence de Munich, qui sacrifie la Tchécoslovaquie et permet à l'Allemagne d'envahir la région des Sudètes. Toutefois, la France et le Royaume-Uni se préparent en même temps à une guerre qui semble inévitable.

#### Seconde Guerre mondiale (1939-1945)

Winston Churchill et Charles de Gaulle, Marrakech 1944.

En 1939, l'Allemagne envahit la Pologne. La France et le Royaume-Uni déclarent alors la guerre à l'Allemagne. Ils forment une alliance militaire pour défendre en 1940 la Norvège, la Belgique et le territoire français des assauts allemands. Lorsque la France tombe aux mains des Allemands en juin 1940, le Royaume-Uni accueille de nombreux soldats de la France libre et son fondateur, Charles de Gaulle. Les deux entités poursuivront le combat jusqu'à la victoire contre l'Allemagne nazie, même si des oppositions existaient entre De Gaulle et Winston Churchill. Les relations du Royaume-Uni avec le régime de Vichy sont en revanche très tendues, notamment après l'attaque de Mers el-Kébir et à la suite de divers combats entre des forces britanniques et françaises libres face à des troupes vichystes sur divers théâtres d'opérations. Parce que le Royaume-Uni n'a pas reconnu le gouvernement de Vichy, les deux pays ne furent toutefois jamais officiellement en guerre l'un contre l'autre. Les forces britanniques et de l'Empire britannique ont attaqué les forces françaises de Vichy dans tout l'Empire français. L'opération Torch (y compris l'opération Reservist et l'opération Terminal) en Afrique du Nord, la campagne de Syrie, la bataille de Madagascar, la campagne du Gabon et la bataille de Dakar ont été particulièrement importantes.

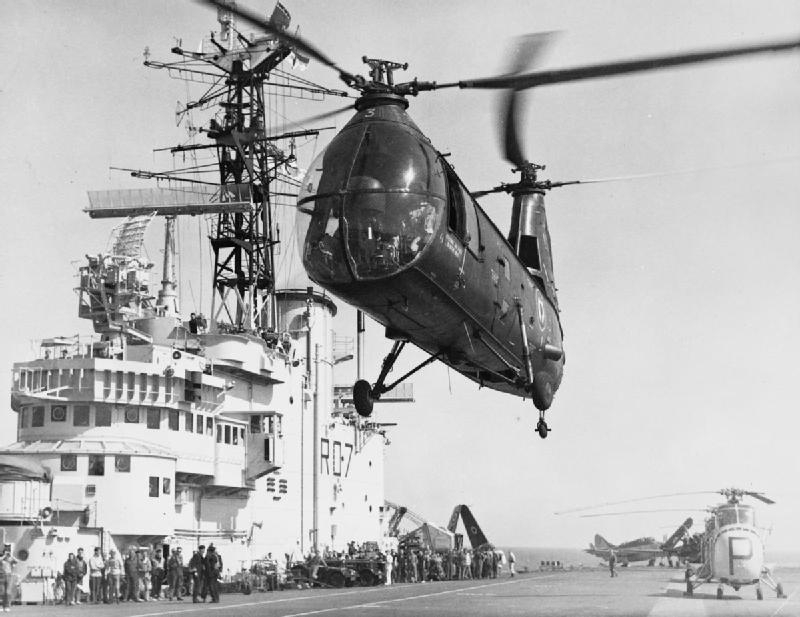
Un hélicoptère Piasecki HUP-2 de l'Aéronavale française du porte-avions français Bois Belleau atterrissant sur le pont d'envol du porte-avions de la Royal Navy HMS Albion lors d'un exercice de l'OTAN.

#### Entre alliances et différends (1969 à nos jours...)
Si du Moyen Âge jusqu'à l'époque moderne, les Anglais puis les Britanniques étaient considérés comme les « ennemis traditionnels » de la France (guerre de Cent Ans, guerre de Sept Ans, guerres de la Révolution française, guerres napoléoniennes...) les relations entre les deux pays se sont considérablement améliorées au début du XXe siècle. Les deux pays ont ainsi été alliés pendant la Première et la Seconde Guerre mondiale. Les relations bilatérales restent aujourd'hui excellentes, les deux pays étant, jusqu'en 2020, membres de l'Union européenne et, encore aujourd'hui, de l'Organisation du traité de l'Atlantique nord (OTAN).
Pendant la guerre des Malouines, selon des déclarations de François Mitterrand révélées en 2005, Margaret Thatcher aurait obligé la France à lui livrer « les codes secrets qui rendent sourds et aveugles les missiles que nous avons vendus aux Argentins », menaçant d'employer l'arme nucléaire contre l'Argentine.

##### Relations économiques
La France est le troisième partenaire économique du Royaume-Uni derrière les États-Unis et l'Allemagne. Le montant des exportations britanniques vers la France s'élevait en 2011 à 18,905 milliards de livres sterling tandis que le montant des exportations françaises vers le Royaume-Uni s'élevait à 19,138 milliards de livres sterling. Selon le Bureau des Affaires étrangères et du Commonwealth, 19,3 millions de citoyens britanniques (soit environ un tiers de la population) visitent la France chaque année.

##### Coopération scientifique
Le Royaume-Uni est membre de plusieurs organismes de recherche installés en France comme l'Institut Laue-Langevin ou l'European Synchrotron Radiation Facility. De plus, les deux États possèdent chacun une antenne du Laboratoire européen de biologie moléculaire (Hinxton et Grenoble).

##### Relations sportives: le cas particulier du rugby
La France et le Royaume-Uni ont en commun un sport qui permet aux deux pays d'entretenir des relations privilégiées et qui les font se côtoyer dans les institutions qui le régissent ; le rugby, qu'il s'agisse de la forme à 15 joueurs ou à 13 joueurs.
Étroitement attaché à la culture britannique, ce sport est néanmoins également pratiqué en France, pays pourtant non-anglophone et dont la structure sociale et les mœurs sont très différentes de celles observées dans les nations britanniques.
Une rivalité est donc née entre les deux nations, non seulement sur le terrain, mais également dans les institutions régissant ce sport où les deux pays se disputent l'influence sur le rugby mondial et l'organisation de tournois majeurs.
Cette rivalité est particulièrement marquée en rugby à XV avec chaque année la rencontre du tournoi des six nations entre la France et l'Angleterre, appelée « le Crunch ». Cette rencontre est souvent précédée d'un climat médiatique assez négatif de part et d'autre de la Manche. L'arbitrage d'un match des Anglais par un Français et vice-versa constituant souvent un point de crispation. Les relations entretenues entre la France et les autres nations constitutives du Royaume-Uni sont plus apaisées mais non exemptes de conflit.
En rugby à XIII, le phénomène est plus atténué : les Britanniques ayant même inclus des équipes françaises dans leurs compétitions (coupe d'Angleterre "élargie" et Championnat) ; fait remarquable une équipe française, celle des Dragons catalans, a même remporté la Coupe d'Angleterre en 2018.

## Liste des visites d'État effectuées par le président de la République française au Royaume-Uni
| Dates                 | Président                | Hôte         |
| --------------------- | ------------------------ | ------------ |
| 5 au 8 avril 1960     | Charles de Gaulle        | Elisabeth II |
| 22 au 25 juin 1976    | Valéry Giscard d'Estaing | Elisabeth II |
| 23 au 26 octobre 1984 | François Mitterrand      | Elisabeth II |
| 14 au 17 mai 1996     | Jacques Chirac           | Elisabeth II |
| 26 au 27 mars 2008    | Nicolas Sarkozy          | Elisabeth II |
| 8 au 10 juillet 2025  | Emmanuel Macron          | Charles III  |

## Liste des visites d'État effectuées par le monarque du Royaume-Uni en France
| Dates                   | Villes visitées                                | Monarque     | Hôte                |
| ----------------------- | ---------------------------------------------- | ------------ | ------------------- |
| 8 au 11 avril 1957      | Paris, Lille                                   | Élisabeth II | René Coty           |
| 15 au 19 mai 1972       | Paris                                          | Élisabeth II | Georges Pompidou    |
| 9 au 12 juin 1992       | Paris, Blois, Bordeaux                         | Élisabeth II | François Mitterrand |
| 6 mai 1994              | Calais (inauguration du tunnel sous la Manche) | Élisabeth II | François Mitterrand |
| 5 au 7 avril 2004       | Paris, Toulouse                                | Élisabeth II | Jacques Chirac      |
| 5 au 7 juin 2014        | Paris, Normandie                               | Élisabeth II | François Hollande   |
| 20 au 23 septembre 2023 | Paris, Versailles, Saint-Denis et Bordeaux     | Charles III  | Emmanuel Macron     |